# Marcin Ciszewski (pisarz)
Marcin Ciszewski (ur. 28 września 1963 w Warszawie) − polski pisarz.

## Życiorys
Ukończył VI Liceum Ogólnokształcące im. Tadeusza Reytana w Warszawie (1982). Absolwent Instytutu Historycznego Uniwersytetu Warszawskiego ze specjalizacją historia najnowsza; pracę magisterską Michał Karaszewicz-Tokarzewski jako twórca SZP (wrzesień 1939−marzec 1940), napisaną pod kierunkiem Tadeusza Jędruszczaka, obronił w 1989. Od lat, choć nie uprawia historii zawodowo, interesuje się przebiegiem II wojny światowej, ze szczególnym uwzględnieniem kampanii wrześniowej.
Przed pisarskim debiutem w 2008 roku był dziennikarzem muzycznym w Programie 3 Polskiego Radia, grał na basie w zespołach Kosmetyki Mrs. Pinki, Delator i Full Metal Jacket, z którymi występował na festiwalach w Opolu, Sopocie i Jarocinie. W latach 90. pracował jako menadżer w międzynarodowych firmach deweloperskich. 
Trenował taekwondo, w którym osiągnął stopień 4 kup, boks tajski i narciarstwo alpejskie.

## Twórczość

### Cykl WWW[4]
1. www.1939.com.pl, Wydawnictwo SOL, data wydania 07.03.2008 r., drugie wydanie z 2010 r. nakładem Wydawnictwa Ender, trzecie wydanie z 2023 r. nakładem Wydawnictwa Skarpa Warszawska[5]
2. www.1944.waw.pl, Wydawnictwo SOL, data wydania 25.02.2009 r., drugie wydanie z 2010 r. nakładem Wydawnictwa Ender
3. Major, Wydawnictwo Ender, data wydania 27.01.2010 r., (w 2011 r. nakręcono demo ekranizacji), drugie wydanie z 2023 r. nakładem Wydawnictwa Skarpa Warszawska[5]
4. Porucznik Jamróz, audioteka.pl, grudzień 2014 r. (początkowo w formie audiobooka, wydana w 2015 przez WarBook w tomie Scenariusze filmowe oraz nowela Porucznik Jamróz[6])
5. Kapitan Jamróz, Wydawnictwo Ender, data wydania 17.03.2016 r.
6. www.ru2012.pl, Wydawnictwo Znak literanova, data wydania 19.10.2011 r., drugie wydanie z 2016 r. nakładem Wydawnictwa WarBook
7. www.afgan.com.pl, Wydawnictwo Ender, data wydania 23.09.2015 r. (razem z Tadeuszem Michrowskim)

### Cykl o Jakubie Tyszkiewiczu / Cykl „meteo”[7]
1. Mróz, Wydawnictwo Ender, data wydania 20.10.2010 r.
2. Upał, Wydawnictwo Znak literanova, data wydania 18.04.2012 r.
3. Wiatr[8], Wydawnictwo Znak literanova, data premiery 19.03.2014 r.
4. Mgła, Wydawnictwo WarBook, data premiery 06.11.2017 r.
5. Deszcz[9], Wydawnictwo WarBook, data premiery 20.05.2020 r.
6. Ogień, Wydawnictwo Skarpa Warszawska, data premiery 21.10.2024 r.

### Cykl Willhelm Krüger
1. Krüger I Szakal, Wydawnictwo Znak literanova, data wydania 20.10.2014 r., drugie wydanie z 2016 r. nakładem WarBook
2. Krüger II Tygrys, Wydawnictwo WarBook, data wydania 23.11.2016 r.
3. Krüger III Lew, Wydawnictwo WarBook, data wydania 26.04.2017 r.
4. Krüger IV Lis, Wydawnictwo WarBook, data wydania 24.05.2017 r.

### Pozostałe powieści
1. Gliniarz, Wydawnictwo Znak literanova, data wydania 17.06.2013 r. (Książka powstała na bazie doświadczeń pracy w policji Krzysztofa Liedla, specjalisty ds. bezpieczeństwa i terroru, który jest również jej współautorem)
2. Powstanie Warszawskie. Wędrówka po walczącym mieście, Wydawnictwo WarBook, data wydania 02.06.2016 r.[10]
3. Autor bestsellerów (audiobook), Wydawnictwo Storytel Original, data wydania 12.09.2018 r.[11]
4. Invictus, Wydawnictwo WarBook, data wydania 19.06.2019 r.[12]
5. Most we mgle, Wydawnictwo WarBook, data wydania 24.11.2021 r.[13]
6. Fantom, Wydawnictwo Skarpa Warszawska, data wydania 2023 r.[5]